# Královský balet
Královský balet (The Royal Ballet) je britský mezinárodně uznávaný soubor klasického baletu se sídlem v Royal Opera House v londýnském Covent Garden. Královský balet je největší z pěti hlavních baletních souborů ve Velké Británii. V roce 1931 ho založila Ninette de Valois.

## Významní tanečníci
- Alessandra Ferriová
- Margot Fonteynová, Řád britského impéria
- Sylvie Guillemová, Řád britského impéria

## Významné inscenace
- V repertoáru bylo nebo dosud je 54 klasických baletů a dalších pět desítek moderních inscenací, které královský balet uvádí na své domovské scéně v Covent Garden, nebo s nimi hostuje na dalších scénách.
- Labutí jezero, balet Petra Iljiče Čajkovského ve 4 dějstvích; v nastudování z let 2023-2024 tančili:Artem Sorochin (Siegfried), Elisabetta Formento (Odetta), Rosa Pierro, Joshua Webb a Sam Dorwell. Soubor hostoval ve dnech 26-28. 11.2024 poprvé v České republice, a to v Praze, Brně a Ostravě.